# Apistogrammoides pucallpaensis
Apistogrammoides pucallpaensis Meinken, 1965 — єдиний представник монотипового роду родини цихлових.
Розповсюджений в басейні р. Амазонки: Колумбія і Перу.